# Anna Granath Hansson
Anna Granath Hansson född 3 augusti 1971 är en svensk forskare inom bostadsbyggande och samhällsplanering.

## Biografi
Granath Hansson tog 1996 en masters-examen i "Real Estate Economics" vid KTH i Stockholm och har därefter varit verksam som analytiker vid flera fastighetsbolag. År 2014 påbörjade hon doktorandstudier vid KTH och disputerade 2017 inom "Real Estate and Construction Management" med avhandlingen Institutional prerequisites for affordable housing development : a comparative study of German and Sweden. Efter några år som post-doc och lärare blev hon 2022 "Senior Research Fellow" och gruppledare vid forskningsinstitutet Nordregio.
Granath Hansson har i olika sammanhang påtalat de stora utmaningar som finns för att få till stånd nybyggnation av bostäder som matchar den ökande befolkningen i Sverige, och samtidigt åstadkomma socialt hållbara bogemenskaper.